# Fabien Degryse

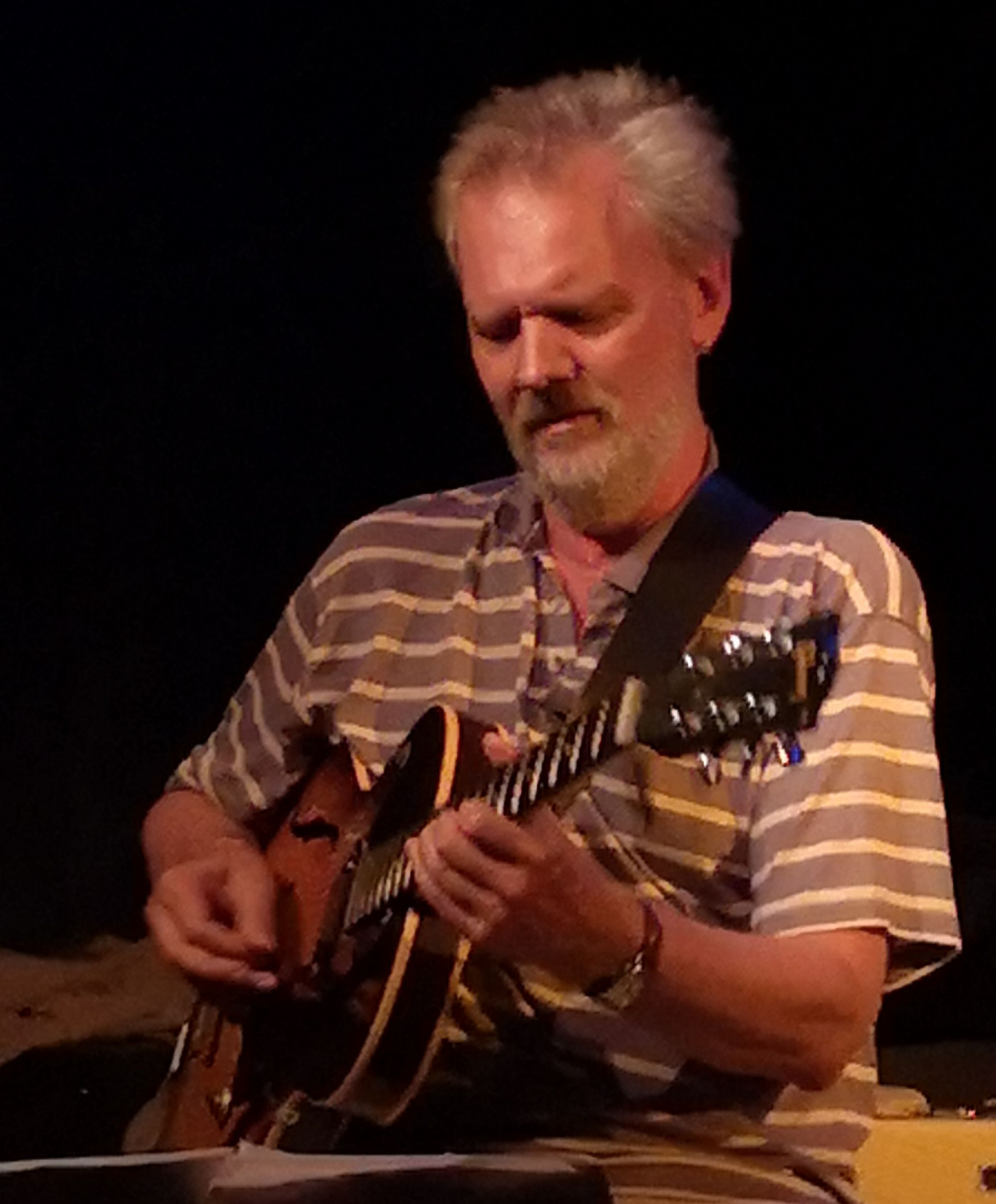
Fabien Degryse in 2018

Fabien Degryse (Brussel, 1960) is een Belgische jazzgitarist, -zanger en -componist.

## Biografie
Degryse leerde zichzelf als tiener gitaar, banjo en viool spelen, en begon in 1976 een eigen groep, Les Wallebake, met een repertoire van traditionele Ierse en Scandinavische muziek. Vervolgens studeerde hij, van 1980 tot 1982, gitaar en jazz aan het befaamde Berklee College of Music in Boston.
Hij speelde met alle grote namen van de jazz in België, en in het bijzonder met Philip Catherine en Toots Thielemans. Tussen 1993 en 1997 nam hij onder andere deel aan het folkproject van Steve Houben, Panta Rhei,  en nam met hen drie cd’s op. Sinds 1994 speelt hij bij Âme des Poètes, waarmee hij tot heden vijf cd’s opnam. Hij was gitarist bij het septet van bassist Jean-Louis Rassinfosse (cd uitgebracht in 2001: Crossworlds) en speelde mee op de laatste cd van pianist Olivier Collette (De l’Aube au Crépuscule).
Naast zijn jazzactiviteiten nam hij deel aan  projecten over het Franse chanson, bijvoorbeeld met Daria de Martynoff, Julie Chemin en Thierry Hodiamont. 
Hij toerde rond in Europa, Afrika, Azië en Noord-Amerika, met Panta Rhei en Âme des Poètes, zowel solo als met zijn eigen trio.
Fabien Degryse nam verschillende albums op onder zijn eigen naam. Zijn tweede album, Medor Sadness ontving meerdere onderscheidingen. Zijn derde plaat, Hommage à René Thomas werd door het dagblad Le Soir verkozen als beste jazzplaat van 1997. Hijzelf werd in 1998 uitgeroepen tot beste Belgische akoestische gitarist van het jaar. 
Hij was de eerste jazzmuzikant in België die - in januari 2001 - een "virtuele cd" beschikbaar stelde voor download op het internet: "Fabien Degryse Jazz" . Later zou hij het album als traditionele cd uitbrengen. Zijn drie cd’s (The Heart of The Acoustic Guitar, The Heart of The Acoustic Guitar - chapter 2 als trio, en Finger Swingin' als solist) bracht hij op akoestische gitaar, met een folkgeluid dat in jazz vrij ongebruikelijk was. 
Als componist won hij in 1998 met zijn stuk "Minorosity" de compositiewedstrijd van jazzthema's van de Belgische Artistieke Promotie van Sabam . Een van de stukken van Fabien Degryses Jazzalbum "Traffic Jam"  ontving in december 2001 in Frankrijk de eerste Asami-prijs in de  jazzcategorie "Online Music Award".
Degryse geeft als hoogleraar les aan het Koninklijk Conservatorium van Brussel.